# 矢作直樹
矢作 直樹（やはぎ なおき、1956年 - ）は、日本の医学者、医師、政治活動家。専門は、救急医学、集中治療医学。学位は、博士（医学）。
東京大学名誉教授。
東京大学教授、東京大学医学部附属病院救命救急センター長を歴任。
主な著書に『人は死なないーある臨床医による摂理と霊性をめぐる思索』『おかげさまで生きる』『天皇』『天皇の国 譲位に想う』『日本歴史通覧 天皇の日本史』など。

## 経歴
1956年、神奈川県横浜市生まれ。1981年に金沢大学医学部を卒業後、麻酔科、救急・集中治療、内科、手術部などを経験。
1982年に富山医科薬科大学助手、1983年に国立循環器病センターレジデント。1991年7月より国立循環器病センター外科系集中治療科医員を経て後に医長、1993年に「犬における静脈空気塞栓の肺通過域値に及ぼすハロセン、フェンタニール、ケタミンの影響」で滋賀医科大学にて博士（医学）を取得。
1999年に東京大学工学部精密機械工学科教授、2001年に東京大学医学部救急医学分野教授、東京大学医学部附属病院救急部・集中治療部部長・救命救急センター長を歴任した。2016年に任期満了にて退官し、名誉教授に就任。
2011年『人は死なない』を上梓、死後世界の存在を主張して18万部となり、以後、出版活動をスタート。2014年に刊行した『おかげさまで生きる』は30万部を突破。
2016年、第24回参議院議員通常選挙に日本のこころから比例区で出馬するが落選。
2021年頃から参政党のイベントや神谷宗幣代表の動画に何度も出演し、政策学校「参政党DIYスクール」で講師を務める。参政党がCOVID-19ワクチン接種について、1741の市町村の首長あてに送付した質問書にも、協力者として名前を連ねた。

## 著書
- 『人は死なない ある臨床医による摂理と霊性をめぐる思索』バジリコ 2011
- 『「あの世」と「この世」をつなぐお別れの作法』ダイヤモンド社 2013
- 『医師が考える死んだらどうなるのか? 終わりではないよ、見守っているよ』PHP研究所 2013
- 『魂と肉体のゆくえ 与えられた命を生きる』きずな出版 2013
- 『天皇』扶桑社 2013
- 『「いのち」が喜ぶ生き方』青春出版社 2014
- 『ご縁とお役目 臨床医が考える魂と肉体の磨き方』ワニブックスPLUS新書 2014
- 『悩まない あるがままで今を生きる』ダイヤモンド社 2014
- 『日本人のお役目』ワニブックスPLUS新書 2014
- 『おかげさまで生きる』幻冬舎 2014
- 『世界一美しい日本のことば』イースト・プレス 2015
- 『見守られて生きる』幻冬舎 2015
- 『生き惑う人へ』河出書房新社 2015
- 『変わる』ダイヤモンド社 2016
- 『人生は、約束』光文社 2016
- 『ひとりを怖れない』小学館 2016
- 『健やかに安らかに 小さな喜びを見つけ、一日一日を大事に積み重ねてゆく』山と渓谷社 2016
- 『身軽に生きる』海竜社 2017
- 『今を楽しむ　ひとりを自由に生きる59の秘訣』ダイヤモンド社 2017
- 『天皇の国　譲位に想う』青林堂 2017
- 『自分を休ませる練習　しなやかに生きるためのマインドフルネス』文響社 2017
- 『天皇の祈りが世界を動かす』扶桑社新書 2017
- 『動じないで生きる　求めず、期待せず、依存せず、気にせず』幻冬舎 2018
- 『日本史の深層』扶桑社 2018
- 『長生きにこだわらない　最後の日まで幸福に生きたいあなたへ』文響社 2019
- 『日本歴史通覧　天皇の日本史』青林堂 2019
- 『今という一瞬に、一生の幸せがある』廣済堂出版 2019
- 『あらゆるストレスが消えていく50の神習慣』ワニブックス 2019
- 『“人生の災害”に負けない　マインドレスキュー』山と渓谷社 2019
- 『安心して、死ぬために』扶桑社 2019
- 『「死」が怖くなくなる50の神思考』ワニブックス 2020
- 『自分を好きになる練習　何才からでも始められる「自分育て」』文響社 2020
- 『「ねばならない」を捨てて生きる』幻冬舎 2020
- 『この世を生きる「あの世」の教え』きずな出版 2020
- 『「自然死」のすすめ~「死に上手」になるために~』扶桑社 2020
- 『神様からのお便り』ワニブックス 2021
- 『悩まない生き方: あるがままで今を生きる』三笠書房 2021
- 『閉塞感がニャくなる魔法の言葉88』ワニブックス 2022
- 『身軽に生きるコツ: 「あたりまえ」をやめるだけで変わり出す』三笠書房 2022
- 『替えの利かない「あなたとわたし」』サンマーク出版 2023
- 『そろそろ、自分を解放する 風の時代を味方につける暮らし方』KADOKAWA 2024

### 共著
- 『死ぬことが怖くなくなるたったひとつの方法 「あの世」をめぐる対話』坂本政道共著 徳間書店 2012
- 『人は死なない。では、どうする? 東大医学部教授と気功の泰斗の対論』中健次郎共著 マキノ出版 2012
- 『命には続きがある 肉体の死、そして永遠に生きる魂のこと』一条真也共著 PHP研究所 2013
- 『神(サムシング・グレート)と見えない世界』村上和雄共著 祥伝社新書 2013
- 『天皇と日本人 アメリカ70年の呪縛を祓う』中條高徳共著 毎日ワンズ 2013
- 『「あの世」の準備、できていますか?』田口ランディ共著 マガジンハウス 2014
- 『ありのままで生きる 天と人をつなぐ法則』保江邦夫共著 マキノ出版 2014
- 『いのちは終わらない 「SATOメソッド」という希望』佐藤眞志共著 日本文芸社 2014
- 『気をつかわずに愛をつかう 矢作&プリミ「宇宙愛」対談』白井剛史共著 アーバンプロ出版センター 2014
- 『未来のための日本の処方箋』秋山眞人共著 JMA・アソシエイツココリラ出版事業部 2014
- 『〈祈り祀る〉この国の形 地球隠れ宮《幣立神宮》セッション 世界に《ここだけ》のものを伝え残していくために』春木伸哉共著 ヒカルランド 2015
- 『こっちの世界、あっちの世界』稲葉耶季共著 マキノ出版 2016
- 『日本の約束　世界調和への羅針盤』長堀優 濁川孝志共著 でくのぼう出版 2018
- 『失われた日本人と人類の記憶』並木良和共著 青林堂 2019
- 『「からだ」という神様　新時代における心身の癒し方』保江邦夫 迫恭一郎共著 ビオ・マガジン 2019
- 『新型コロナウイルスへの霊性と統合』並木良和共著 青林堂 2020
- 『日本の霊性を上げるために必要なこと』神原康弥共著 徳間書店 2020
- 『世界を統べる者 - 「日米同盟」とはどれほど固い絆なのか?』宮澤信一共著 ワニブックス 2022

### 監修・解説
- レイモンド・ムーディ, ポール・ペリー『生きる/死ぬその境界はなかった　死後生命探究40年の結論』監修 堀天作訳 ヒカルランド 2013
- リサ・ランキン『病は心で治す　健康と心をめぐる驚くべき真実』解説 古草秀子訳　河出書房新社 2015
- アニー・ケイガン『アフターライフ　亡き兄が伝えた死後世界の実在、そこで起こること』監修 島津公美訳 ダイヤモンド社 2016
- 文部省『[復刻版]初等科修身[中・高学年版]』解説 ハート出版 2020

## 論文
- 矢作直樹
- 矢作直樹 及び 東京大学医学部救急医学分野業績